# Bupalus wolffi
Bupalus wolffi là một loài bướm đêm trong họ Geometridae.